# Mumviri
Mumviri es un dialecto de la lengua nuristani kamkata-viri, hablado por quizás 1.500 miembros del pueblo mumo de Afganistán. Sólo hay ligeras diferencias con el Kata-viri y el Mumviri tiene características fonéticas de kamviri. El nombre alternativo más utilizado es Bashgali, que deriva de Khowar.
Mumviri se habla en Mangul, Sasku y Gabalgrom en el valle de Bashgal.